# Centrum, Växjö

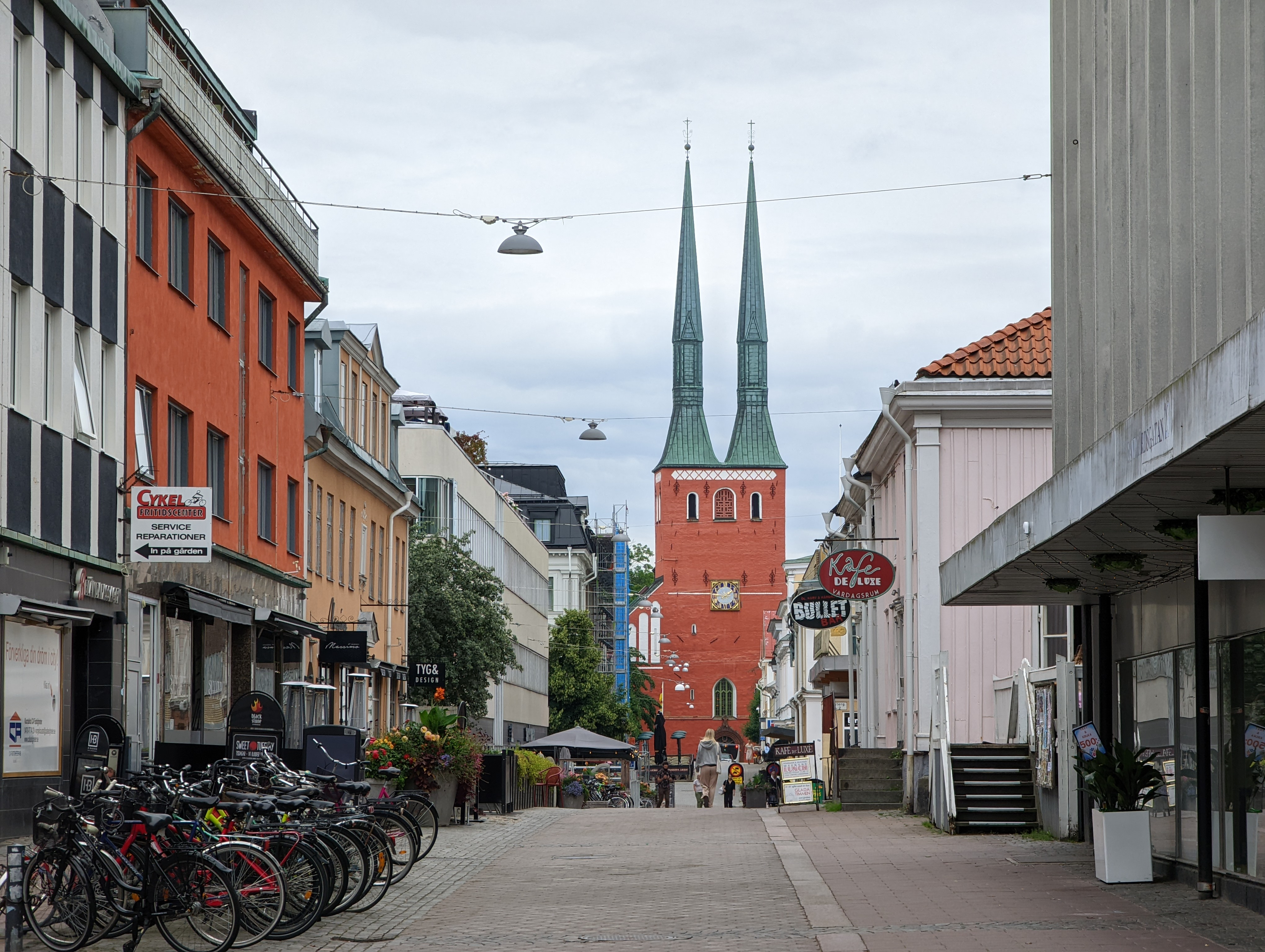
Sandgärdsgatan och Domkyrkan i Växjö Centrum.

Centrum är en stadsdel i Växjö som omfattar ett antal kvarter av klassisk rutnätsstad norr om Växjö station. Det angränsar till Hov och Norr i norr, Väster i väster, Söder i söder och Öster i öster. 
I Centrum finner man bland annat det nybyggda Växjö kommunhus, Växjö Station, Stortorget, Storgatan, Tegnérkyrkogården, Växjö Stadsbibliotek, Växjö Konserthus och Domkyrkan.